# 물꼬리풀
물꼬리풀(Pogostemon stellatus)은 우리나라 남부의 습지나 논밭에 나는 한해살이로 높이는 10-50cm이다. 근경은 옆으로 자라면서 뿌리를 내리고, 줄기 윗부분에서 가지가 갈라지며, 마디에만 털이 있다. 잎은 4-5장식 윤생, 선형, 길이 2-5cm, 폭 2-4mm, 양 끝이 좁고, 털이 없으며, 가장자리는 밋밋하다. 꽃은 흰색, 연한 붉은색, 줄기 끝이나 잎겨드랑이에 빽빽이 달린 이삭꽃차례가 원기둥 모양을 이루고, 꽃차례의 길이 2-5cm, 꽃자루는 없다. 꽃받침에 털이 밀생, 화관은 4갈래, 길이 3mm, 상순 꽃잎은 얕게 패어진다. 아랫입술 꽃잎은 얕게 3갈래로 갈라진다. 수술 4개, 꽃 밖으로 길게 나오고, 회사에 짧은 털이 있다.

## 사진

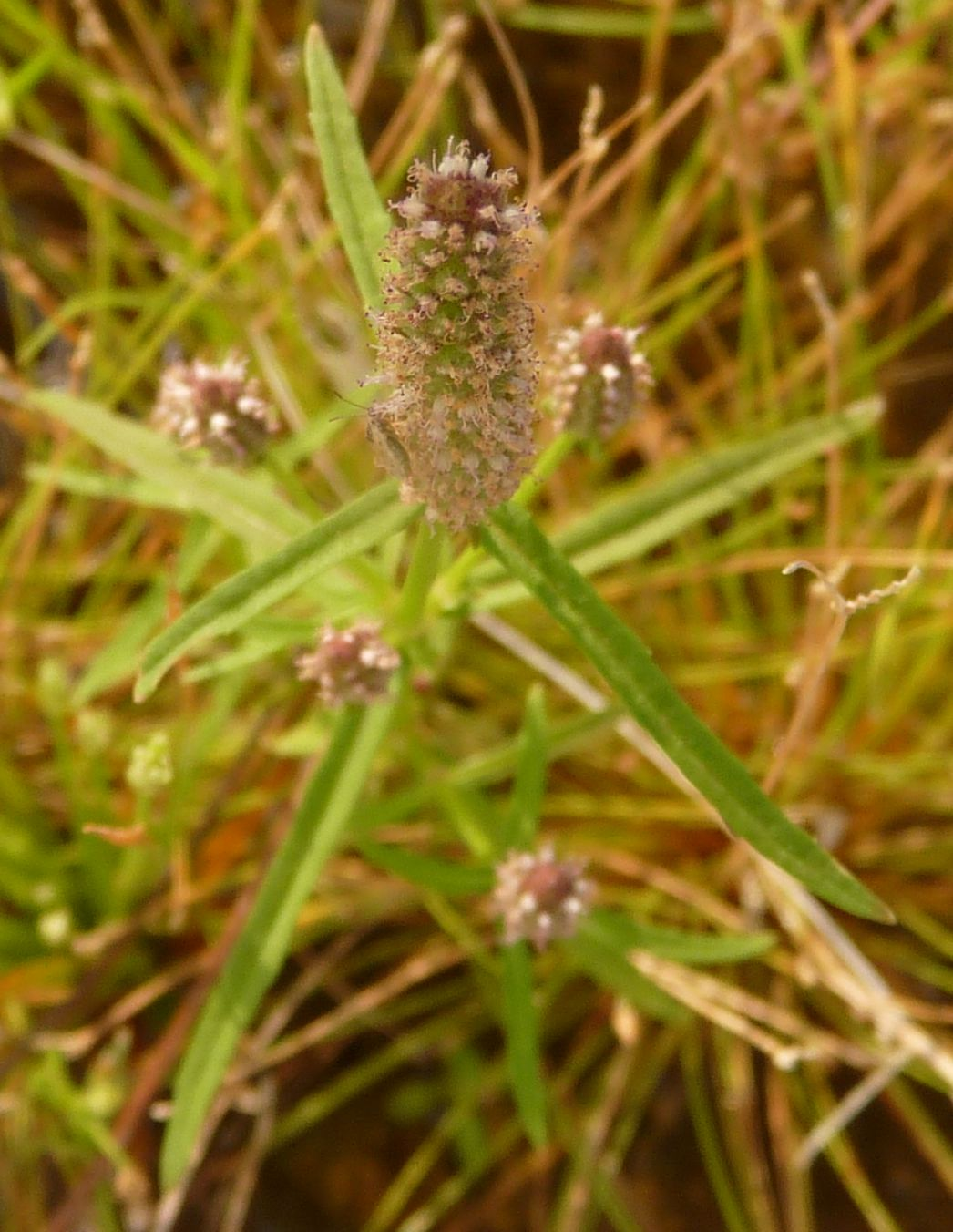
물꼬리풀 꽃
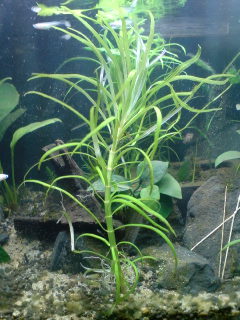
물꼬리풀